# Prix Theodor-Körner
 (mai 2018).
 (juin 2020).
Le prix Theodor-Körner pour la Promotion de la Science et de l'Art, est décerné chaque année en Autriche à plusieurs jeunes chercheurs et artistes de moins de quarante ans. Le fonds de recherche Theodor-Körner a été créé en 1953 à l'occasion du quatre-vingtième anniversaire du président autrichien Theodor Körner. Le montant du prix est actuellement compris entre 1 500 et 3 000 euros par projet.

## Lauréat

### 1954-1959
- 1954 : Wilhelm Holzbauer, architecte ; Armin Kaufmann, compositeur.
- 1955 : Gottfried von Einem, compositeur.
- 1956 : Marlen Haushofer, écrivain ; François Austeda, philosophe et pédagogue.
- 1957 : Frédéric Achleitner, architecte et écrivain ; Hans Günther Mukarovsky, spécialiste de l'Afrique.
- 1958 : Ernst Waldinger, poète et essayiste ; Roman Rosdolsky, historien.
- 1959 : Heinrich Gross, neurologue.
- 1959 : Thomas Schönfeld, chimiste nucléaire.
- 1959 : Walter Salzmann, sculpteur.

### 1960-1969
- 1960 : Karl Hermann Spitzy, inventeur de la pénicilline V ; Karl Schiske, compositeur ; Kurt Ohnsorg, céramiste.
- 1961 : Lore Kutschera, botaniste ; Fritz Skorzeny, compositeur et critique musical.
- 1962 : Rupert Falkner, architecte, nouvelles formes de logements et de zones d'habitation; Rudi Wach, sculpteur ; Walter Buchebner, écrivain.
- 1963 : Alfred Wopmann, metteur en scène ; Friederike Mayröcker, écrivain.
- 1964 : Alfred Doppler, chercheur en littérature ; Lorenz Mack, écrivain.
- 1965 : Adolf Frohner, sculpteur ; Fritz Fischer, peintre ; Peter Herz, écrivain ; Raoul Kneucker, juriste.
- 1966 : Paul Kruntorad ; Pur Schiestl ; Werner Schneyder, cabarettiste ; Harald Schweiger ; Raoul Kneucker, juriste.
- 1967 : Dieter Bös.
- 1968 : M. Schmidt-Dengler, germaniste ; Elisabeth Lichtenberger, géographe ; Günther Hödl, historien.

### 1970–1979
- 1970: Walter Wippersberg, écrivain; Anton Schwob, germaniste; Heinz Falk, chimiste; Willi Butollo, psychologue
- 1971: Peter Schuster (en), chimiste; Hans Peter Sagmüller, artiste[2]; Manfred Wagner Kulturwissenschaftler
- 1972: Johannes Wanke, peintre, Helmut Korherr écrivain
- 1973: Friedrich Gottas, historien
- 1974: Johann Götschl, Philosophe et théoricien des sciences; Erich Hable, enseignant et ornithologue; Heinz Kruschel, écrivain; Gottfried Helnwein, peintre; Herwig Bangert, physicien (Optische Eigenschaften Dünner Schichten); Ruth Wodak, linguiste; Franz Zadrazil, peintre; Helmut Zenker, écrivain
- 1975: Helmut Konrad, historien
- 1976: Waltraut Cooper, artiste ; Max Gangl, sculpteur ; Georg Kövary,écrivain ; Hans Trummer, écrivain
- 1977: Ernst Hanisch, historien; Reinhard Wegerth, écrivain; Liselotte Buchenauer, Bergécrivainin
- 1978: Peter Csendes, historien[3] ; Gerald Grassl, écrivain ; Werner Schulze, compositeur; Elfriede Gerstl, écrivainin; Peter Ponger, compositeur ; Peter Huemer, artiste plasticien
- 1979: Klara Köttner-Benigni, écrivaine; Georg Biron, écrivain; Manfred Buchroithner, cartographe; Gerhard Häupler, artiste plasticien; Inge Dick, peintre; Günther Sperk, pharmacologue

### 1980–1989
- 1980: Erna Frank, sculpteur ; Josef Haslinger, écrivain ; Gerhard Gutruf, peintre; Marianne Popp, biologiste, biochimiste et professeure émérite de l'Université de Vienne[4]
- 1981: Gerald Jatzek, écrivain ; Adolf Opel, Kulturpublizist ; Hubert Christian Ehalt, écrivaine; Ilse Brem
- 1982: Laszlo Prihoda, sculpteur; Erich Peter Klement; Hubert Sielecki, Filmemacher; Elfriede Czurda, écrivaine, Elisabeth Vavra, Historikerin
- 1983: Erich Novoszel, peintre; Willy Puchner, photographe; Bernhard Gamsjäger, historien
- 1984: Margarete Maurer, naturaliste et philosophe; Renée Schroeder, microbiologiste et généticien; Christian Ofenbauer, compositeur
- 1985: Magda Csutak, Bildende Kunst Alfred Graf, peintre; Wolfgang Neuber, germaniste; Hansjörg Zauner photographe
- 1986: Barbara Neuwirth, écrivaine; Michael Seeber, auteur; Veit Schiffmann, peintre; Christoph E. Exler, freischaffender bildender artiste; Helmut Machhammer, Bildhauer
- 1987: Hortensia Fussy, sculpteur; Irena Habalik, écrivaine; Hermann Sulzberger, compositeur
- 1988: Willy Puchner, historien
- 1989: Andreas Renoldner, écrivain; Tobias Kammerer, peintre et sculpteur

### 1990–1999
- 1990: Ludwig Laher, écrivain; Mike Markart, écrivain,
- 1991: Elfriede Baumgartner, sculpteur; Sabine Scholl, écrivain
- 1992: Magdalena Sadlon, écrivain; Herbert J. Wimmer, écrivain
- 1993: Bernhard Hubmann, géologue
- 1994: Hannes Raffaseder, compositeur, quatuor à cordes; Judith Gruber (= Judith Gruber-Rizy), écrivaine; Michael Ritter, Literaturwissenschaftler; Helmut Rizy, écrivain; Werner Raffetseder, photographe, artiste multimédia ; Ilse Brem, écrivaine; Thomas Herwig Schuler, compositeur
- 1995: Wolfgang Marx, peintre; Ernst Zdrahal, Bildender artiste ; Roland Summer, céramiste, Brigitte Pixner écrivaine
- 1996: Clemens Frischenschlager, peintre ; Reinhard Müller, sociologie
- 1997: Alfred Haberpointner, sculpteur ; Klaus Stattmann, architecte; Gabriela Medvedova, artistein; Bernd R. Deutsch, compositeur; Gerhard Präsent, compositeur
- 1998: Rose Breuss, chorégraphe, Astrid Dummer, Wurzeln et Flügel-Prosa, Doris Eibl, Literaturwissenschaftlerin, Erika Seywald, peintre
- 1999: Erich Eder, zoologue, Klaus Atzwanger, anthropologue, Christian Minkowitsch, compositeur, Johannes Feichtinger, historien, Ilija Dürhammer, Kulturhistoriker

### 2000–2009
- 2000 : Michael Hedwig, artiste; David Babcock, compositeur ; Wolfgang Fritz écrivain ; Michael Thöndl politologue ;
- 2001 : Stefan Alexe, auteur; Simone Maria Berchtold; Paul Videsott; Daniel De La Cuesta, compositeur; Tibor Nemeth, compositeur; Rupert Lanzenberger[5], Hirnforscher; Gerhard Senft, Ökonom;
- 2002 : Hanns Kunitzberger, peintre; Alexander C.T. Geppert, historien de la culture ; Chris Zintzen-Bader, historien de la culture ; Robert Rebitsch, historien; Peter Steinbacher, zoologue; Gernot Schedlberger, Maxim Seloujanov, compositeur
- 2003 : Anni Bürkl, auteure ; Johannes Kretz, compositeur ; Volkmar Klien, compositeur; Mario Rosivatz, compositeur; German Toro-Perez, compositeur; Robert Wildling compositeur; Walter Körte, compositeur; Dino Residbegovic[6], compositeur; Thomas Mölg, climatologue, Changement climatique dans les tropiques; Peter Ladurner, zoologue, Stammzellen bei niederen wirbellosen Tieren ; Martin Weichbold, Kultursoziologe, Touchscreenbefragungen – eine neue Art sozialwissenschaftlicher Datenerhebung; Juan Manuel Abras, compositeur, Symphonisches Werk; Jürgen Lackner, Materialwissenschaftler
- 2004 : Karin Sulimma
- 2005 : Alexandra Karastoyanova-Hermentin, compositrice ; Michael Schneider, artiste
- 2006 : Literatur: Valerie Springer, écrivain ; Paul Mayrhofer, Werkstoffwissenschaftler
- 2007 : 45 Preisträger[7], darunter Juraj Gregan, généticien; Ute Rakob, peintre; Marios Joannou Elia, compositeur
- 2008 : 59 Preisträger, darunter Alexander J. Eberhard, compositeur; Bernhard Gander, compositeur ; Norbert Sterk, compositeur; Christian Stiegler, scientifique de la littérature et des médias, Sonja Strohmer, sociologue économique et Cornelia Travnicek, écrivaine ;
- 2009 : 49 Preisträger, darunter Matzer Ulrike, Kulturwissenschaftlerin; Pflug Marcel, économiste et politologue; Emmanuelle Charpentier Naturwissenschaftler; Scheidl Christian, Naturwissenschaftler; Rier Klaus, juriste; Babiychuk Anatoliy artiste; Niklas Hermann, Literat; Skweres Tomasz, compositeur...

### Depuis 2010
2010
- Theodor-Körner-Preis für Wissenschaft
  - Geistes- et Kulturwissenschaften: Jonathan Brandani, Beatrix Cárdenas Tarrillo, Thomas Dostal, Lara Fritz, Edgar Huber, Martin Lang, David Mayer, Christian Neuhuber, Alexander Pinwinkler, Mathias Thaler, Birgit Tremml.
  - Medizin, Naturwissenschaft et Technik: Andreas Bergthaler, Coralie Bertheau, Thomas Dejaco, Teresa Haidinger, Jürgen Hauer, Daniela Heffeter, Tobias Klatte, Ivo Nischang, Thomas Pletschko, Ulrich Rabl, Dolores Wolfram-Raunicher.
  - Rechts-, Sozial- et Wirtschaftswissenschaften: Florencia Benitez-Schaefer, Thomas Müller, Stefan Petrikovics, Roman Pfefferle, Nicole Promper, Karin Schwarz, Ulrike Waginger, Bernhard Weicht, Martin C. Wittmann, Monika Maria Wurzer, Dina Yanni.
- Theodor-Körner-Preis für Kunst
  - Bildende Kunst et Kunstfotografie: Iris Aue, Peter Fritzenwallner, Katrin Huber et Maria Juen, Heidrun Kocher-Kocher, Ulrike Königshofer, Anja Manfredi, Kay Walkowiak.
  - Literatur: Annett Krendlesberger.
  - Musique et composition : Christoph Breidler, Thomas Grill, Mirela Kranebitter-Ivicevic, Wen Liu, Jaime Wolfson.
- Preise der Stadt Wien: Christoph Aistleitner, Beatrix Zobl et Wolfgang Schneider (BKS), Monika Sommer[8].

2011
- Theodor-Körner-Preis für Wissenschaft
  - Geistes- et Kulturwissenschaften: Vera Sophie Ahamer, Christine Czinglar, Daniela Finzi, Eva Frantz, Gregor Gatscher-Riedl, Klemens Kaps, Stephan Kurz, Edith Lanser, Adrianna Miara, Helga Müllneritsch, Gilles Reckinger, Marie Rodet, Michaela Schirnhofer, Max Söllner, Marie-Luise Volgger, Elisabeth Westphal.
  - Medizin, Naturwissenschaft et Technik: Andreas Birbach, Michaela De Martino, Monika Edelbauer, Thomas Frieß, Maria Isabel Glogar, David Holec, Ingrid Holzinger, Nina Jährling, Stephan Koblmüller, Rosana Maria Kral, Hannes Mikula, Georg Steinhauser, Eva Ursprung.
  - Rechts-, Sozial- et Wirtschaftswissenschaften: Susanne Augenhofer, Christian Dayé, Martin Halla, Irene Messinger, Matthias Petutschnig, Michaela Schösser, Ulrike Vent, Clemens Wieser, Martina Zweimüller.
- Theodor-Körner-Preis für Kunst
  - Bildende Kunst et Kunstfotografie: Ruth Anderwald, Florian Hafele.
  - Literatur: Yvonne Giedenbacher, Erika Kronabitter.
  - Musique et composition : Sebastian Bahr, Bernd Richard Deutsch, Manuela Kerer, Jörg Ulrich Krah, Grzegorz Pieniek, Piotr Skweres.
- Preise der Stadt Wien: Margareta Ferek-Petric, Vea Kaiser, Angelique Leszczawski-Schwerk[9].

2012
- Theodor-Körner-Preis für Wissenschaft
  - Geistes- et Kulturwissenschaften: Verena Blaschitz, Rosemarie Burgstaller, Melanie Glantschnig, Judith Goetz, Andrea Korenjak, Julia Küllinger, Petra Machold, Lucia Schöllhuber, Anja Thaller, Irina Vana, Georg Winder.
  - Medizin, Naturwissenschaft et Technik: Emir Hadzijusufovic, Josef Harl, Andreas Heindl, Judith Leitner, Svea Mayer, Christoph Metzner, Manfred Nairz, Daniela Pfabigan, Florian Schmitzberger, Ian Teasdale, Liesa Weiler, Rebeka Zsoldos.
  - Rechts-, Sozial- et Wirtschaftswissenschaften: Markus Beham, Karin Bruckmüller, Sandra Brunnegger, Helene Feichter, Florian J. Huber, Philipp Korom, Veronika Krysl, Stefan Laube, Roland Pichler.
- Theodor-Körner-Preis für Kunst
  - Bildende Kunst et Kunstfotografie: Sophie Dvořák, Thomas Hörl, Maureen Kaegi, Ina Loitzl, Alice Musiol, Georg Petermichl, Roswitha Weingrill.
  - Literatur: Andrea Stift.
  - Musique et composition : Alejandro del Valle-Lattanzio, Hannes Dufek, Samuel Gryllus, Daniel Oliver Moser, Amir Safari.
- Preise der Stadt Wien: Olivier Hölzl, Max Höfler, Marina Rauchenbacher, Philipp Blom, Eva-Maria Orosz, Wolfgang Kos[10].

2013
- Theodor-Körner-Preis für Wissenschaft
  - Geistes- et Kulturwissenschaften: Verena Bauer, Rolf Bauer, Alexia Bumbaris, Michael Egger, Veronika Gruendhammer, Adelheid Heftberger, Michaela Maria Hintermayr, Eva Klein, Sandra Lehmann, Dayana Parvanova, Julia Proell, Lidija Rasl, Klaidija Sabo, Marion Wittfeld
  - Medizin, Naturwissenschaft et Technik: Martin Bodner, Norber Cyran, Alba Hykollari, Florian Kiefer
  - Rechts-, Sozial- et Wirtschaftswissenschaften: Philip Aumüllner, Manuela Kohl, Marcel Leuschner, Johanna Muckenhuber, Elena Samarsky, Anna Schreuer, Daniela Wagner
- Theodor-Körner-Preis für Kunst
  - Bildende Kunst et Kunstfotografie: Denise Ackerl, Bernhard Hetzenauer, Katrin Hornek, Linus Riepler, Jakob Schieche
  - Literatur: Elke Laznia, Eva Schörkhuber, Philipp Weiss
  - Musique et composition : Morgana Petrik, Sonja Huber, Michael Wahlmüller
- Wiener Preise: Alfredo Barsuglia, Renée Winter, Clemens Gütl, Christian Liebl[11]

2014
- Theodor-Körner-Preis für Wissenschaft
  - Geistes- et Kulturwissenschaften: Lucile Dreidemy, Hans-Ulrich Lempert, Christina Linsboth, Verena Lorber, Johanna Öttl, Elisabeth Thoß
  - Medizin, Naturwissenschaft et Technik: Barbara Beikircher, Karin Föttinger, Edit Porpaczy, Stefan Prost, Romana Schirhagl
  - Rechts-, Sozial- et Wirtschaftswissenschaften: Stefan Angel, Magdalena Atzl, Dominik Fröhlich, Claudia Kathan, Sabine Wandl
- Theodor-Körner-Preis für Kunst
  - Bildende Kunst et Kunstfotografie: Bernadette Anzengruber, Irena Eden, Peter Jellitsch, Corina Vetsch
  - Literatur: Ines Birkhan, Florian Gantner
  - Musique et composition : Julian Gamisch, Irene Kepl, Ralph Schutti[12]

2015
- Theodor-Körner-Preis für Wissenschaft
  - Geistes- et Kulturwissenschaften: Perry Baumgartinger-Seiringer, Theresa Zifko, Linda Erker, Sonja Hinsch
  - Medizin, Naturwissenschaft et Technik: Josa Frischer, Tobias Pfingstl, Bernd Resch
  - Rechts-, Sozial- et Wirtschaftswissenschaften: Andrea Kretschmann, Barbara Litsauer, Iris Murer, Philip Rathgeb
- Theodor-Körner-Preis für Kunst
  - Bildende Kunst et Kunstfotografie: Eva Egermann, Lucas Norer, Sara Ostertag, Fabian Patzak
  - Literatur: Irene Diwiak, Margarita Kinstner
  - Musique et composition : Yu-Chun Huang, Jean-Baptiste Marchand[13]

2016
- Theodor-Körner-Preis für Wissenschaft
  - Laura Wiesböck, Julia Hofmann, Felix Kernbichler, Clemens Özelt, Verena Finkenstedt
  - Medizin, Naturwissenschaft et Technik: Lucia Beer, Cosima Prahm, Sandra Aurenhammer, Krzysztof Chylinski
- Theodor-Körner-Preis für Kunst
  - Bildende Kunst et Kunstfotografie: Daniel Hafner, Franziska Kabusch, Belinda Kazeem-Kaminski, Nils Olger
  - Literatur: Birgit Birnbacher, Nadine Kegele
  - Musique et composition : Maria Gstättner, Thomas Wally[14]

2017
- Theodor-Körner-Preis für Wissenschaft
  - Susanne Mayer, Thomas Klein, Corinna Gerard-Wenzel, Roman Birke, Veronika Helfert, Linda Jakubowicz, Carina Altreiter, Christoph Rameshan, Philipp Resl, Thomas Schachinger, Victor Weiss[15]
- Theodor-Körner-Preis für Kunst
  - Anna Baar, Bernd Schuchter[15]

2018
- Theodor-Körner-Preis für Wissenschaft
  - Raimund Haindorfer, Niklas Rafetseder[16], Petra Erdely, Christoph Hahn, Andreas Rudisch, Ana Weidenauer, Christa Pail, Margarethe Maierhofer-Lischka, Hannah Tischmann[17]
- Theodor-Körner-Preis für Kunst
  - Astrid Schwarz, Iris Dittler, Veronika Eberhart, Christiana Perschon, Johannes Gierlinger, Miriam H. Auer, Cornelia Hülmbauer[17]

2019
- Theodor-Körner-Preis für Kunst
  - Raphaela Edelbauer[18], Catrin Bolt, Veronika Burger, Florian Rainer, Stefanie Schwarzwimmer, Thomas Amann, Andrea Drumbl, Otto Wanke
- Theodor-Körner-Preis für Wissenschaft
  - Attila Kiss[19], Sarah Nimführ, Markus Wurzer, Matthias Mansky, Danny Müller, Petra Sumasgutner, Dominik Geringer, Michael Trinko, Anton Pichler, Kilian Rieder